# Championnat d'Albanie de football 2008-2009
Navigation
Championnat d'Albanie 2007-08 Championnat d'Albanie 2009-10
Le Championnat d'Albanie de football de Kategoria Superiore 2008-2009 est la 68e édition de ce championnat.

## Classement
| Rang | Équipe           | Pts | J  | G  | N  | P  | Bp | Bc | Diff |
| ---- | ---------------- | --- | -- | -- | -- | -- | -- | -- | ---- |
| 1    | KF Tirana        | 68  | 33 | 19 | 11 | 3  | 58 | 27 | +31  |
| 2    | Vllaznia Shkodër | 64  | 33 | 19 | 7  | 7  | 49 | 29 | +20  |
| 3    | Dinamo Tirana    | 52  | 33 | 14 | 10 | 9  | 48 | 34 | +14  |
| 4    | Teuta Durrës     | 44  | 33 | 12 | 8  | 13 | 32 | 34 | -2   |
| 5    | Shkumbini Peqin  | 44  | 33 | 12 | 8  | 13 | 32 | 38 | -6   |
| 6    | Flamurtari Vlorë | 42  | 33 | 10 | 12 | 11 | 33 | 33 | 0    |
| 7    | Besa Kavajë      | 40  | 33 | 10 | 10 | 13 | 31 | 41 | -10  |
| 8    | Apolonia Fier    | 38  | 33 | 11 | 5  | 17 | 36 | 43 | -7   |
| 9    | Bylis Ballshi    | 37  | 33 | 9  | 10 | 14 | 28 | 38 | -10  |
| 10   | Partizan Tirana  | 36  | 33 | 9  | 9  | 15 | 27 | 36 | -9   |
| 11   | KS Lushnja       | 36  | 33 | 8  | 12 | 13 | 25 | 35 | -10  |
| 12   | KS Elbasani      | 35  | 33 | 7  | 14 | 12 | 28 | 39 | -11  |

|  | Champion              |
|  | Barrage de relégation |
|  | Relégation            |

## Barrage promotion-relégation
| 29 mai 2009 17:00 | Partizan Tirana | 0-1 | Kastrioti Krujë | Stadiumi Niko Dovana, Durrës |
|                   |                 |     | Prelaj 42e      |                              |

| 30 mai 2009 16:30 | Bylis Ballshi        | 2-5 | Gramozi Ersekë                                                     | Stadiumi Qemal Stafa, Tirana |  |
|                   | Bakiu 18e · Muça 28e |     | Bajollari 4e · Peci 73e · Olivera 91e · Lena 101e · do Santos 111e |                              |  |

## Bilan de la saison
| Tableau d'Honneur                 |                  |
| Compétition                       | Vainqueur        |
| Championnat d'Albanie de football | KF Tirana        |
| Coupe d'Albanie de football       | Flamurtari Vlorë |

| Promotions et relégations     |                                                         |
| Relégués en First Division    | Bylis Ballshi Partizan Tirana KS Lushnja KS Elbasani    |
| Promus en Kategoria Superiore | KF Laçi Skënderbeu Korçë Kastrioti Krujë Gramozi Ersekë |